# Piotr Antoni Rynkszelewski
Piotr Antoni Rynkszelewski herbu Lubicz – ciwun berżański w latach 1705-1709, oboźny żmudzki w latach 1695-1705, mostowniczy żmudzki w latach 1690-1695, cześnik witebski w 1677  roku.
W 1697 roku był elektorem Augusta II Mocnego z Księstwa Żmudzkiego.